# Golf de Mandelieu
De Golf de Mandelieu is een Franse golfclub in Mandelieu-la-Napoule ten zuidwesten van Cannes, aan de voet van de Alpen en bij de kust van de Middellandse Zee.

## Le Grand Duc Michel
In 1891 keerde grootvorst Michaël van Rusland zijn land de rug toe vestigde zich in San Remo met Sophie van Merenberg. Later dat jaar ontdekte hij op St Andrews Links de golfsport en nam zich voor aan de Rivièra een eigen golfbaan aan te leggen. Het werd de 9 holesbaan Le Grand Duc in Mandelieu. De baan heeft een par van 33.

## Old Course Cannes Mandelieu
Deze 18 holesbaan is aangelegd door Harry Colt. De baan wordt in twee delen gesplitst door de rivier de Siagne, waar een veerbootje de spelers overbrengt van hole 2 naar 3 en later weer van 12 naar 13.